# Esqui alpino nos Jogos Olímpicos de Inverno de 2010
As competições de esqui alpino nos Jogos Olímpicos de Inverno de 2010 foram disputadas no Whistler Creekside entre os dias 14 e 27 de Fevereiro. Dez eventos foram realizados.

## Calendário
| Fevereiro    | 12 | 13 | 14 | 15 | 16 | 17 | 18 | 19 | 20 | 21 | 22 | 23 | 24 | 25 | 26 | 27 | 28 |
| ------------ | -- | -- | -- | -- | -- | -- | -- | -- | -- | -- | -- | -- | -- | -- | -- | -- | -- |
| Esqui alpino |    |    |    | 1  |    | 1  | 1  | 1  | 1  | 1  |    | 1  | 1  |    | 1  | 1  |    |

|  | Dia de competição |  | Dia de final |

## Eventos
| Masculino - Downhill - Combinado - Slalom - Slalom gigante - Super-G | Feminino - Downhill - Combinado - Slalom - Slalom gigante - Super-G |

## Medalhistas
Masculino
| Evento                  | Ouro                           | Prata                          | Bronze                              |
| ----------------------- | ------------------------------ | ------------------------------ | ----------------------------------- |
| Downhill detalhes       | Didier Défago SUI Suíça        | Aksel Lund Svindal NOR Noruega | Bode Miller USA Estados Unidos      |
| Combinado detalhes      | Bode Miller USA Estados Unidos | Ivica Kostelić CRO Croácia     | Silvan Zurbriggen SUI Suíça         |
| Slalom detalhes         | Giuliano Razzoli ITA Itália    | Ivica Kostelić CRO Croácia     | André Myhrer SWE Suécia             |
| Slalom gigante detalhes | Carlo Janka SUI Suíça          | Kjetil Jansrud NOR Noruega     | Aksel Lund Svindal NOR Noruega      |
| Super-G detalhes        | Aksel Lund Svindal NOR Noruega | Bode Miller USA Estados Unidos | Andrew Weibrecht USA Estados Unidos |

Feminino
| Evento                  | Ouro                             | Prata                            | Bronze                              |
| ----------------------- | -------------------------------- | -------------------------------- | ----------------------------------- |
| Downhill detalhes       | Lindsey Vonn USA Estados Unidos  | Julia Mancuso USA Estados Unidos | Elisabeth Görgl AUT Áustria         |
| Combinado detalhes      | Maria Riesch GER Alemanha        | Julia Mancuso USA Estados Unidos | Anja Pärson SWE Suécia              |
| Slalom detalhes         | Maria Riesch GER Alemanha        | Marlies Schild AUT Áustria       | Šárka Záhrobská CZE República Checa |
| Slalom gigante detalhes | Viktoria Rebensburg GER Alemanha | Tina Maze SLO Eslovênia          | Elisabeth Görgl AUT Áustria         |
| Super-G detalhes        | Andrea Fischbacher AUT Áustria   | Tina Maze SLO Eslovênia          | Lindsey Vonn USA Estados Unidos     |

## Quadro de medalhas
| Ordem | País                | Medalha de ouro | Medalha de prata | Medalha de bronze |    | Ordem por total |
| ----- | ------------------- | --------------- | ---------------- | ----------------- | -- | --------------- |
| 1     | GER Alemanha        | 3               |                  |                   | 3  | 4               |
| 2     | USA Estados Unidos  | 2               | 3                | 3                 | 8  | 1               |
| 3     | SUI Suíça           | 2               |                  | 1                 | 3  | 4               |
| 4     | NOR Noruega         | 1               | 2                | 1                 | 4  | 2               |
| 5     | AUT Áustria         | 1               | 1                | 2                 | 4  | 2               |
| 6     | ITA Itália          | 1               |                  |                   | 1  | 9               |
| 7     | SLO Eslovênia       |                 | 2                |                   | 2  | 6               |
| 7     | CRO Croácia         |                 | 2                |                   | 2  | 6               |
| 9     | SWE Suécia          |                 |                  | 2                 | 2  | 6               |
| 10    | CZE República Checa |                 |                  | 1                 | 1  | 9               |
| TOTAL | TOTAL               | 10              | 10               | 10                | 30 | —               |